# Ölbekämpfungsschiff
Ölbekämpfungsschiffe sind Spezialschiffe, die dazu dienen, auf der Wasseroberfläche schwimmende Öle aufzunehmen und vom Wasser zu trennen.

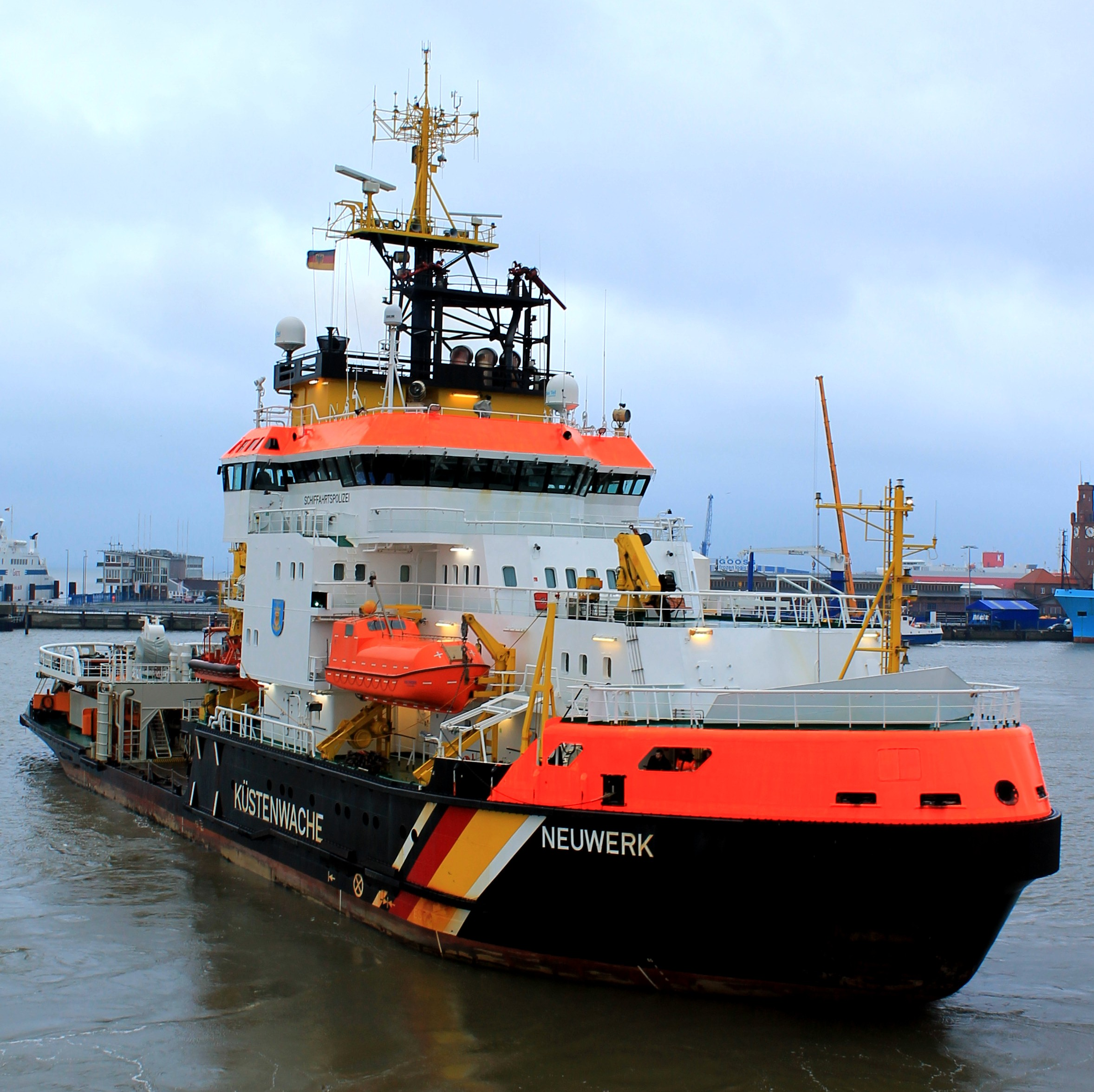
Mehrzweckschiff Neuwerk in Cuxhaven

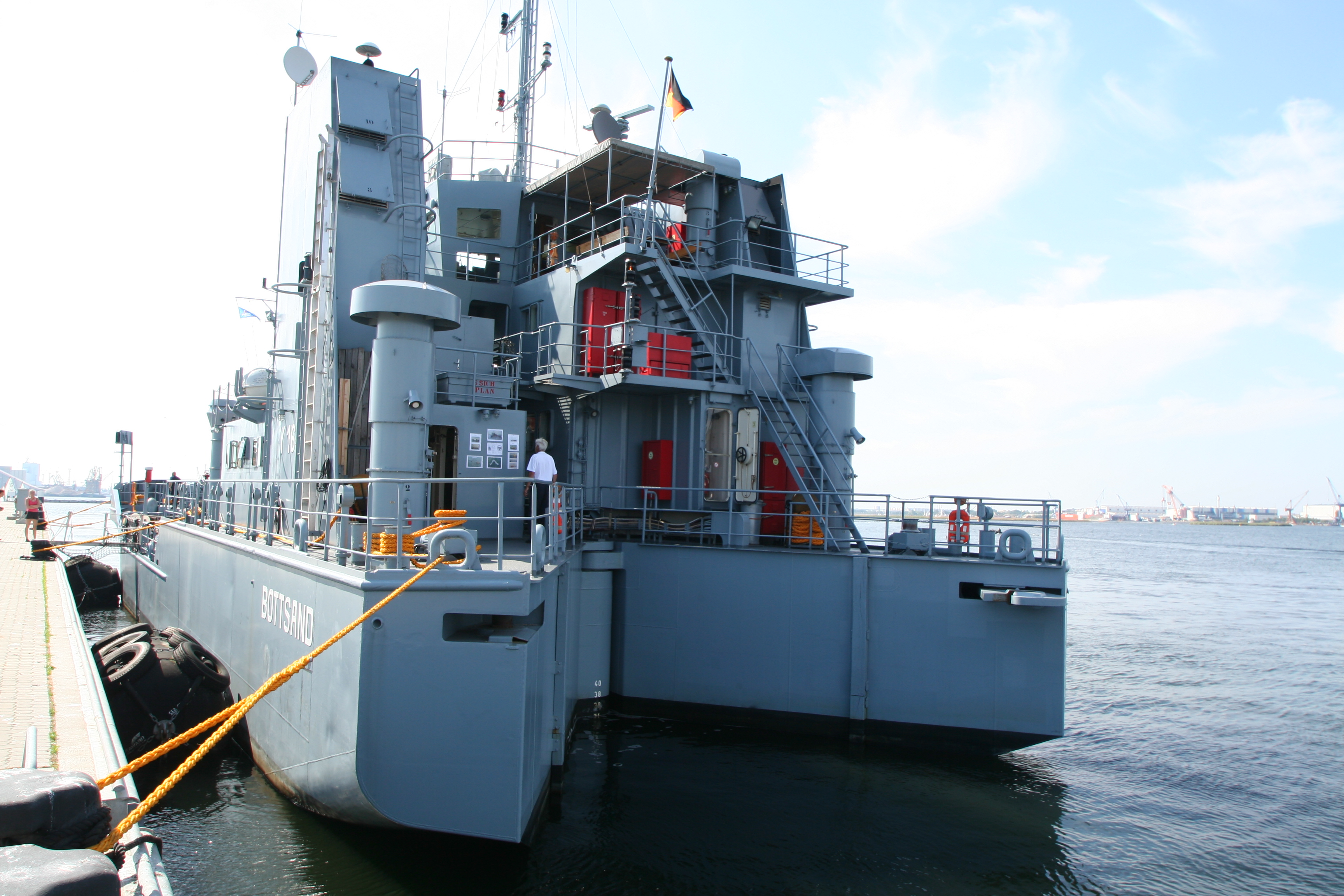
Klappschiff der Bottsand-Klasse

## Bauart
Neben der Größe und Einsatzgebiet (Hafen, Fluss, Meer) werden Ölbekämpfungsschiffe mit verschiedenen Prinzipien zur Ölaufnahme gebaut. Klappschiffe wie die Schiffe der Bottsand-Klasse oder die Thor vergrößern den Aufnahmebereich, indem das Schiff bugseitig aufgeklappt wird.
Schiffe in Katamaranbauart wie die Westensee oder mit einem Katamaran-Vorschiff wie die Knechtsand oder MPOSS verfügen über eine größere Breite zum Abschöpfen des Wasser-Ölgemisches.
Eine weitere häufige Konstruktion sind vom Ölbekämpfungsschiff ausschwenkbare schwimmende Arme, die das auf der Wasseroberfläche schwimmende Öl zum Schiff leiten, wo es dann nach dem Prinzip eines Wehres grob vom Wasser getrennt wird. Bei aufwendigeren Konstruktionen enthalten die Schwenkarme integrierte Ölskimmer. Dieses Prinzip findet vorwiegend bei Mehrzweckschiffen wie z. B. die vom Bund auf Helgoland stationierte Neuwerk sowie dem Mehrzweck- und Gewässerschutzschiff Mellum Anwendung.
In den Vereinigten Staaten kommen die Schiffe der Responder-Klasse zum Einsatz.

## Öltrennung
Die eigentliche Trennung des Öls vom Wasser erfolgt mehrstufig im Schiff durch öladsorbierende umlaufende Walzen oder Bürsten mit entsprechenden Ölabstreifern. Nachgeschaltet sind beheizbare Setztanks und Separatoren, die das Öl bei höheren Temperaturen zuverlässig vom Wasser trennen. Wichtig sind beheizbare Tanks, in denen das ausseparierte Öl bis zur Abgabe aufgeheizt und gesammelt wird. Das als Bunkeröl bezeichnete, überwiegend als Brennstoff verwendete Schweröl der Ölteppiche hat eine hohe Viskosität und lässt sich in der Regel bei Umgebungstemperaturen nicht pumpen.

## Zuständigkeit
Im nationalen Bereich ist der Einsatz von Ölbekämpfungsschiffen eine der Aufgaben des Havariekommandos in Cuxhaven. Übergeordnet ist die Europäische Agentur für die Sicherheit des Seeverkehrs EMSA im Bereich der Öl-Verschmutzung durch Schiffe, Verfolgung von Schiffsunfällen und ihre daraus resultierende Ölunfälle zuständig.